# Philippe Daverio
Philippe Louis François Daverio (Mulhouse, 17 ottobre 1949 – Milano, 2 settembre 2020) è stato uno storico dell'arte, critico d'arte, conduttore televisivo, gallerista e politico italiano di origini francesi.

## Biografia
Nacque a Mulhouse, importante città dell'Alsazia, quarto di sei figli, da padre italiano, Napoleone Daverio (1921-1999), costruttore, e da madre francese originaria dell'Alsazia, Aurelia Hauss (1923-2019). Era discendente del patriota Francesco Daverio. Dopo gli studi in collegio, dove ricevette un'educazione ottocentesca, ha frequentato prima la Scuola europea di Varese, e poi ha studiato economia e commercio, senza laurearsi (superò tutti gli esami ma non scrisse la tesi di laurea), alla Bocconi di Milano. Daverio stesso disse: «Io non sono dottore perché non mi sono laureato, ero iscritto alla Bocconi nel 1968-1969, in quegli anni si andava all'università per studiare e non per laurearsi».
Nel 1975 apre una prima galleria che porta il suo nome, Galleria Philippe Daverio, in via Monte Napoleone 6 a Milano, in cui si occupa prevalentemente di movimenti d'avanguardia della prima metà del Novecento. Nel 1986 viene aperta a New York la Philippe Daverio Gallery rivolta all'arte del XX secolo; nel 1989 apre a Milano, in corso Italia 49, una seconda galleria di arte contemporanea.
Come gallerista ed editore ha allestito molte mostre e pubblicato una cinquantina di titoli, tra i quali ricordiamo: Catalogo ragionato dell'opera di Giorgio De Chirico fra il 1924 e il 1929; Catalogo generale e ragionato dell'opera di Gino Severini. 
Dal 1993 al 1997 ebbe il suo primo incarico nel mondo della politica, nella giunta del comune di Milano guidata dal sindaco leghista Marco Formentini, in cui ricoprì il ruolo assessore con le deleghe alla Cultura, al Tempo Libero, all'Educazione e alle Relazioni Internazionali. Come assessore si spese per giungere ad un accordo sulla gestione dell'eredità Boschi fra il Comune di Milano e gli eredi Boschi e terminare il contenzioso legale. In tal modo venne costituita una fondazione fra il Comune e gli eredi per gestire il Museo Boschi Di Stefano .
Nel 1999 è stato inviato speciale della trasmissione Art'è su Rai 3, e l'anno seguente è stato autore e conduttore di Art.tù. Dal 28 ottobre 2001 al 9 gennaio 2011 va in onda su Rai 3 la serie Passepartout, programma d'arte e cultura, seguito poi da Il Capitale. Nel 2011 per Rai 5 conduce Emporio Daverio, una proposta d'invito al viaggio attraverso l'Italia. Ha collaborato con riviste e quotidiani come Panorama, Vogue, Cronache di Liberal, Avvenire, Il Sole 24 Ore, National Geographic, Touring Club, L'architetto e QN Quotidiano Nazionale. È stato direttore del periodico Art e Dossier e consulente per la casa editrice Skira. Ha collaborato inoltre a una rubrica sull'arte nel mensile Style Magazine del Corriere della Sera.

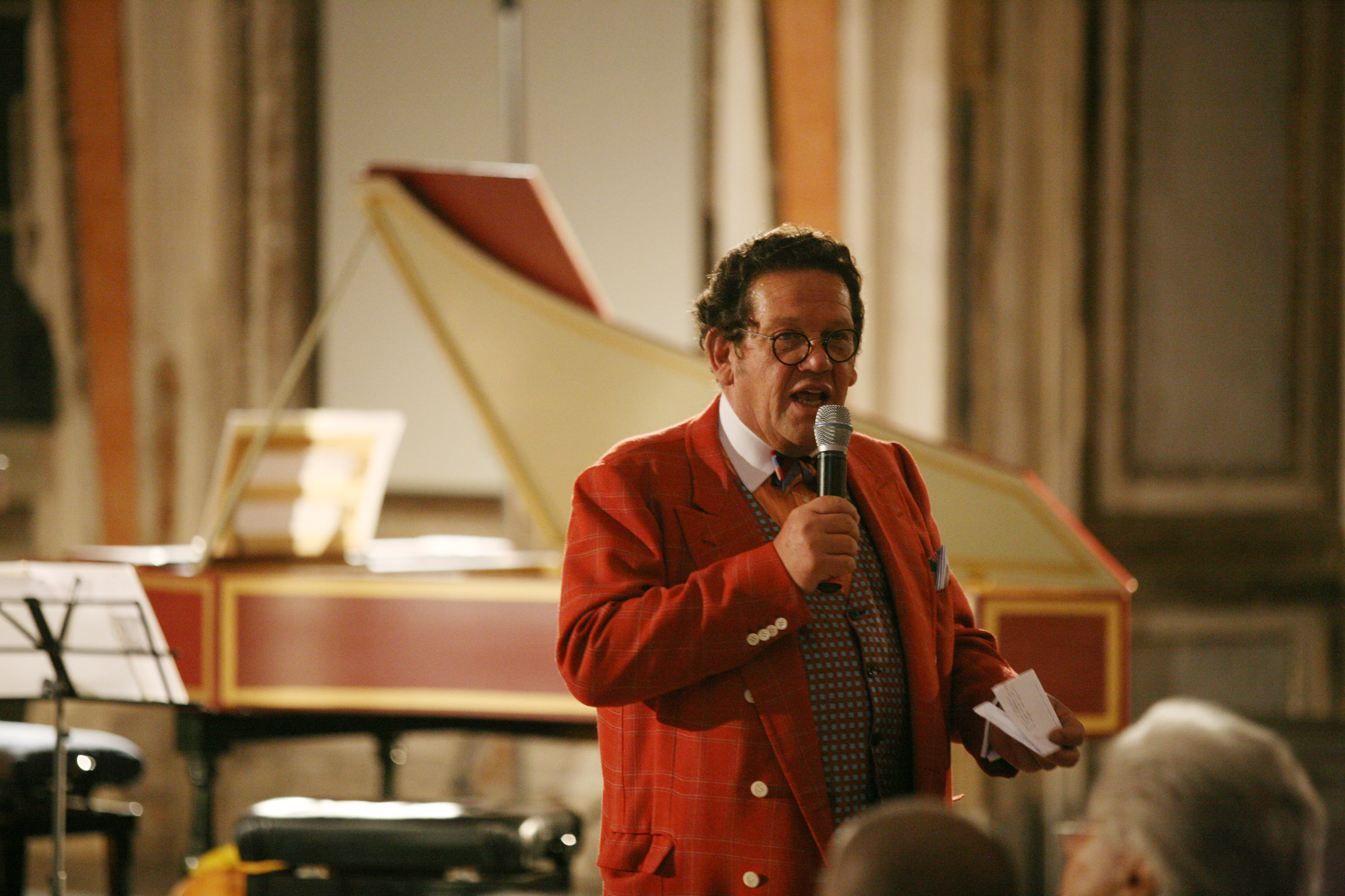
Daverio nel 2008 al Palazzo Reale di Milano per la presentazione di un evento della rassegna MITO SettembreMusica.

Con la casa editrice Rizzoli ha pubblicato nel 2011 il libro Il museo immaginato, nel 2012 Il secolo lungo della modernità, nel 2013 Guardar lontano veder vicino e a fine 2014 Il secolo spezzato delle avanguardie. Per la stessa casa editrice sono usciti nel 2015 i volumi La buona strada, L'arte in tavola e Il gioco della pittura. È stato coinvolto da Vittorio Sgarbi nella sua giunta del comune di Salemi come bibliotecario. Ha insegnato Storia dell'arte presso la IULM di Milano, Storia del design presso il Politecnico di Milano, e fino al 2016 ha ricoperto l'incarico di professore ordinario di disegno industriale presso l'Università degli Studi di Palermo. Nel 2008 è stato chiamato dal regista Pier Luigi Pizzi a interpretare il narratore Njegus nell'operetta La vedova allegra di Franz Lehár, in scena al Teatro alla Scala. Nel 2009 presenta lo spettacolo Shock, balletto sulla catarsi dei vizi capitali, ideato e diretto da Andrea Forte Calatti, in scena al Teatro degli Arcimboldi.

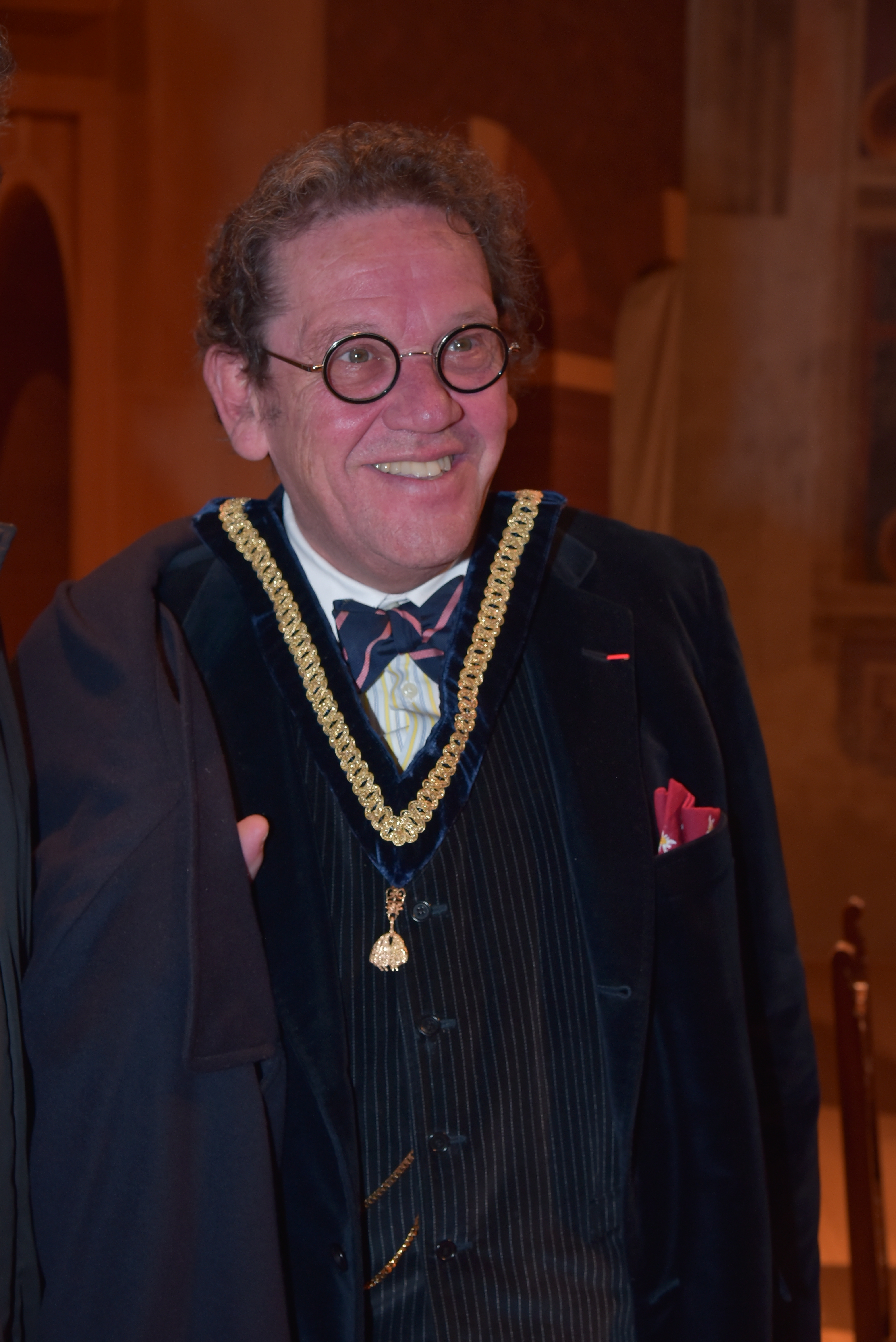
Daverio insignito nel 2015 del premio nazionale Toson d'oro di Vespasiano Gonzaga

Alle amministrative del 2009 si candida a consigliere provinciale di Milano nella lista civica di Filippo Penati.
Nel 2010 viene designato dal sindaco di Palermo Diego Cammarata come consulente per la Festa di Santa Rosalia: durante la celebrazione ha però un alterco verbale con alcuni contestatori e subito dopo si dimetterà dal suo ruolo.
Nel settembre 2010 è stato nominato direttore del Museo del Paesaggio di Verbania, sul Lago Maggiore, ma si dimetterà polemicamente dopo soli due mesi. Dal 2004 ha tenuto ogni anno una conferenza estiva presso l'agriturismo Colonos di Villacaccia di Lestizza, in provincia di Udine.
Nel 2011, in concomitanza con i festeggiamenti per il 150º anniversario dell'Unità d'Italia, fonda il movimento d'opinione Save Italy; privo di una struttura organizzativa, si propone di sensibilizzare intellettuali e cittadini di ogni provenienza geografica ("la denominazione inglese serve a testimoniare che il patrimonio culturale dell'Italia non appartiene solo agli italiani, ma al mondo intero, anche perché il latino si studia oggi molto più a Oxford che a Pavia", ha dichiarato Daverio in una delle sue conferenze) alla salvaguardia dell'immensa eredità culturale dell'Italia. Save Italy ha organizzato, in particolare, una grande manifestazione contro la proposta di realizzazione di una discarica nelle immediate vicinanze di Villa Adriana, a Tivoli: la protesta ha ottenuto gli effetti sperati e il progetto di discarica è stato abbandonato. È stato inoltre consulente artistico del progetto «Genus Bononiae» della Fondazione CARISBO di Bologna, che ha lanciato la rassegna Bologna si rivela con quattro mostre nel 2011 e ha curato l'apertura del nuovo museo Palazzo Fava. Palazzo delle Esposizioni.

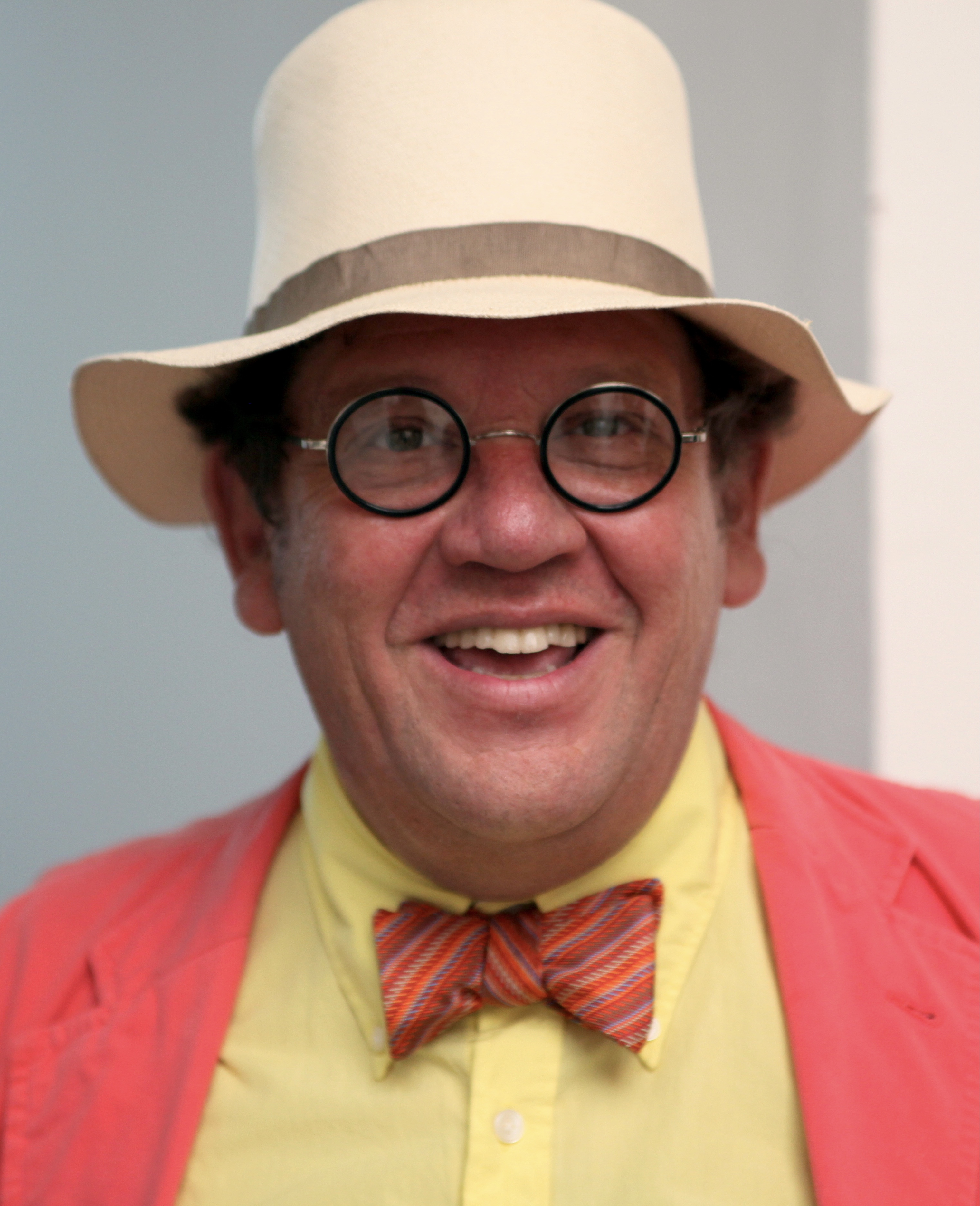
Philippe Daverio alla Biennale di Venezia nel 2010

Il 23 luglio 2018 a Marciana Marina viene proclamato vincitore della quattordicesima edizione del Premio letterario La Tore.
Il 20 ottobre 2019, assieme al geologo e divulgatore scientifico Mario Tozzi e alla campionessa di scherma Margherita Granbassi, Daverio prese parte alla giuria della trasmissione televisiva della Rai Il borgo dei borghi, nella quale i due comuni di Palazzolo Acreide (SR) e Bobbio (PC) si contendevano appunto il titolo di "borgo dei borghi"; poiché i tre giurati ribaltarono il risultato del televoto determinando la vittoria del borgo nel Piacentino, il segretario della commissione di vigilanza Rai, l'onorevole Michele Anzaldi, ipotizzò che Daverio in particolare si trovasse in conflitto d'interesse in quanto cittadino onorario di Bobbio con delibera del 2018. Dopo aver ricevuto anche minacce dirette a sé e alla propria famiglia a causa della vicenda lo storico, intervistato sul caso dal programma televisivo di Mediaset Le Iene, paragonò la forma del cannolo siciliano a quella del fucile a canne mozze e aggiunse: «Non amo la Sicilia»; seguì una rettifica e un messaggio di scuse da parte dello stesso Daverio con una lettera aperta al presidente della Regione Sicilia Nello Musumeci, il quale aveva nel frattempo anch'egli condannato l'episodio.

### La morte
Morì il 2 settembre 2020 a Milano, all'età di 70 anni, a causa di un tumore, venendo tumulato in un colombaro del cimitero monumentale di Milano; il successivo 2 novembre il suo nome è stato iscritto nel famedio del cimitero stesso.

## Opere
- Ver sacrum, Valentina Edizioni, 2004, ISBN 978-88-8844-803-9.
- Arte stupefacente. Da Dada alla Cracking art, Milano, Mazzotta, 2004, ISBN 88-202-1711-2.
- Il design nato a Milano. Storia di ragazzi di buona famiglia, Milano, Poli.Design, 2005, ISBN 88-87981-75-2.
- Un'altra storia del design e un modesto tentativo di interpretazione, Milano, Poli.Design, 2005, ISBN 88-87981-74-4.
- 40.20.06. Raffaele B.-J. Ragusa, Grafiche Aurora, 2006, ISBN 978-88-8689-943-7.
- 13x17. 1000 artisti per un'indagine eccentrica sull'arte in Italia, a cura di e con Jean Blanchaert, Milano, Rizzoli, 2007. ISBN 978-88-17-01895-1.
- L'arte è la nave, Milano, Skira-Costa, 2008, ISBN 978-88-572-0010-1.
- Costellazioni. Cannavacciuolo. Jori. Massini, Bologna, Bononia University Press, 2009, ISBN 978-88-7395-424-8.
- L'avventura dei Mille. La spedizione di Garibaldi attraverso i disegni ritrovati di Giuseppe Nodari, a cura di, Milano, Rizzoli, 2010, ISBN 978-88-17-04567-4.
- Giorgio Milani. Il libro delle lettere, Milano, Skira, 2010, ISBN 978-88-572-0837-4.
- Giuseppe Antonello Leone, Milano, Skira, 2010, ISBN 978-88-572-0434-5.
- Il museo immaginato, Collana Varia illustrati, Milano, Rizzoli, 2011, ISBN 978-88-17-05223-8.
- Opera grafica e vetraria. Con uno scritto di Giò Ponti e una testimonianza di Aldo Salvadori, a cura di e con Paolo Baldacci, Milano, Galleria Philippe Daverio, 1977.
- Roma tra Espressionismo Barocco e pittura tonale. 1929-1943, a cura di e con Maurizio Fagiolo dell'Arco e Netta Vespignani, Milano, Mondadori-Philippe Daverio, 1984.
- L'arte di guardare l'arte, Firenze-Milano, Giunti Artedossier, 2012, ISBN 978-88-09-77425-4.
- Il secolo lungo della modernità. Il museo immaginato, Collana I libri illustrati, Milano, Rizzoli, 2012, ISBN 978-88-17-06011-0.
- Guardar lontano veder vicino. Esercizi di curiosità e storie dell'arte, Collana Arte, Milano, Rizzoli, 2013, ISBN 978-88-17-06892-5.
- Calma e quiete. Progetti subliminali di Alessandro Mendini, Michele De Lucchi e Angelo Micheli, Bologna, Bononia University Press, 2013, ISBN 978-88-7395-620-4
- Pensare l'arte, AlboVersorio, 2013, ISBN 978-88-97553-60-1.
- Le anime del paesaggio , con Flavio Caroli, Sebastiano Vassalli, Novara, Interlinea edizioni, 2013, ISBN 978-88-8212-914-9.
- Il secolo spezzato delle avanguardie. Il museo immaginato, Collana Arte, Milano, Rizzoli, 2014, ISBN 978-88-17-07663-0.
- Arte in tavola, Milano, Rizzoli, 2015, ISBN 978-88-1708-465-9.
- In lieto convivio. Prodotti, produttori, territori, comunità, con foto di Luca e Pepi Merisio, Cantù, Ecra, 2015, ISBN 978-88-6558-162-9.
- La buona strada. 127 passeggiate d'autore a Milano, in Lombardia e dintorni, Milano, Rizzoli, 2015, ISBN 978-88-17-07108-6.
- Il gioco della pittura. Storie, intrecci, invenzioni, Collana Arte, Milano, Rizzoli, 2015, ISBN 978-88-17-08370-6.
- La buona strada. 150 passeggiate d'autore a Milano, in Lombardia e dintorni (edizione ampliata con nuove mete), Milano, Rizzoli, 2016, ISBN 978-88-17-08739-1.
- Il lungo viaggio del presepe, Collana Nativitas n.82, Novara, Interlinea, 2016, ISBN 978-88-6857-103-0.
- Le stanze dell'armonia. Nei musei dove l'Europa era già unita, collana Collana Arte, 1ª ed., Milano, Rizzoli, 2016, ISBN 978-88-17-08650-9.
- A pranzo con l'arte, con Elena Maria Gregori Daverio, Collana Arte, Milano, Rizzoli, 2017, ISBN 978-88-1708-541-0.
- Ho finalmente capito l'Italia. Piccolo trattato ad uso degli stranieri (e degli italiani), Milano, Rizzoli, 2017, ISBN 978-88-918-1517-0.
- Patrizia Comand. La nave dei folli, Franco Maria Ricci, 2017, ISBN 978-88-9415-332-3.
- Grand Tour d'Italia a piccoli passi. Oltre 80 luoghi e itinerari da scoprire, Milano, Rizzoli, 2018, ISBN 978-88-9181-970-3.
- Quattro conversazioni sull'Europa, Collana illustrati, Milano, Rizzoli, 2019, ISBN 978-88-918-2113-3.
- P. Daverio-Laura Leonelli, Christopher Broadbent. Quel che rimane, Peliti Associati, 2019, ISBN 978-88-894-1275-6.
- La mia Europa a piccoli passi, Collana illustrati, Milano, Rizzoli, 2019, ISBN 978-88-918-2562-9.
- Racconto dell'arte occidentale dai Greci alla Pop Art, Milano, Solferino, 2020, ISBN 978-88-282-0421-3.
- Il vizio della curiosità, con Elena Gregori Daverio, Milano, Rizzoli, 2020, ISBN 978-88-918-2997-9.
- Elogio delle donne, Milano, Mondadori Electa, maggio 2021, ISBN 9788891831804.
- L'arte di guardare l'arte, Firenze, Giunti Editore, settembre 2021, ISBN 9788809957190.
- Il giro del mondo dell'arte, Milano, Solferino, settembre 2021, ISBN 978-88-282-0685-9.
- Gene, Milano, Giorgio Mondadori, 2020, ISBN 978-88-374-1897-7.
- Il mio Napoleone. Indagini sull'uomo, la famiglia, l'Italia, Milano, Mondadori Electa, novembre 2021, ISBN 9788891825469.

### Curatele
- Sul filo della lana, Milano, Skira, 2005, ISBN 978-88-762-4298-4.
- Cesare Berlingeri. Materia 1975-2005. Catalogo della mostra (Catanzaro, 22 dicembre 2005-18 febbraio 2006). Ediz. italiana e inglese, Milano, Skira, 2006, ISBN 978-88-762-4639-5.
- Ultime ultime cene. Ediz. multilingue, Grafiche Aurora, 2007, ISBN 978-88-868-9950-5.
- L'arte è la nave. La collezione d'arte a bordo delle navi Costa Crociere. Ediz. italiana e inglese, Milano, Skira, 2009, ISBN 978-88-572-0010-1.
- Lois Anvidalfarei, Milano, Skira, 2013, ISBN 978-88-572-2017-8.
- Umanesimo industriale, a cura di P. Daverio e Gian Arturo Ferrari, Collana Varia saggistica italiana, Milano, Mondadori, 2019, ISBN 978-88-047-1735-5.

## Video
- 2005 - Il museo: comunicazione e design (Poli. design, DVD)

## Televisione
- Art' è (Rai 3, 1999)
- Art.tù (Rai 3, 2000)
- Passepartout (Rai 3, 2001-2011)
- Emporio Daverio (Rai 5, 2011)
- Il Capitale di Philippe Daverio (Rai 3, 2012)
- Cultura moderna (sigla) (Italia 1, 2016-2017)
- Striscia la notizia (rubrica MUAGG - Il museo aggratis) (Canale 5, 2019-2020)

## Mostre
Nel periodo in cui fu Assessore alla cultura di Milano, ha curato oltre 60 mostre, dall'archeologia alla fotografia:
- P.P.P. ...CON LE ARMI DELLA POESIA - Palazzo dell'Arengario, Multimedia - 1993
- I GOTI - Palazzo Reale, Archeologia - 1994
- MILANO IN ETA' NAPOLEONICA - Palazzo della Ragione, Mostra storica - 1994
- OSVALDO LICINI - Palazzo Reale, Arte moderna - 1994
- KAZIMIR MALEVIC - Palazzo Reale, Arte moderna - 1994
- L'EUROPA DI ALTIERO SPINELLI. Sessant'anni di battaglie politiche: dall'antifascismo all'azione federalista - Palazzo della Ragione, Mostra storica - 1994
- IL PAESAGGIO ITALIANO NEL NOVECENTO - Palazzo Reale, Mostra storica - 1994
- MILANO 1894. LA CITTA' CHE SALE - Palazzo Reale, Mostra storica - 1994
- NAM JUNE PAIK - Palazzo dell'Arengario, Arte contemporanea - 1994
- LE ARTI NOBILI A MILANO. 1815/1915 - Pal. Bagatti Valsecchi, Arte moderna - 1994
- CARL MILLES - Palazzo dell'Arengario, Arte moderna - 1994
- AVEDON - Palazzo Reale, Fotografia, 1995
- ALBERTO GIACOMETTI - Palazzo Reale, Arte moderna - 1995
- LA TERRA DEI MOAI- Palazzo Reale, Archeologia - 1995
- RIFUGIO PRECARIO. ARTISTI E INTELLETTUALI TEDESCHI IN ITALIA 1933/1945 - Palazzo della Ragione, Mostra storica - 1995
- IL COMPASSO D'ORO - Palazzo Reale, Design - 1995
- ALEXEJ VON JAWLENSKY - Palazzo Reale, Arte moderna - 1995
- HIROSHI TESHIGAHARA - Palazzo Reale, Art contemporanea - 1995
- FAUSTO PIRANDELLO - Palazzo Reale, Arte Moderna - 1995
- MAGNUM CINEMA. CELEBRAZIONE DEI CENTO ANNI DI CINEMA - Palazzo della Ragione, Fotografia - 1995
- ENZO CUCCHI - Palazzo dell'Arengario, Arte contemporanea - 1995
- UN OCCHIO SU MICHELANGELO: LE TOMBE DEI MEDICI NELLA SAGRESTIA NUOVA DI SAN LORENZO A FIRENZE DOPO IL RESTAURO - Palazzo Reale, Fotografia - 1995
- LE COLLEZIONI GRAFICHE DELL'UNIVERSITÀ DI LIEGI - Castello Sforzesco, Grafica - 1995
- LES GRANDES DAMES. DUE SECOLI DI DONNE CELEBRI - Palazzo della Ragione, Mostra storica - 1995
- NOVECENTO CUBANO - Palazzo dell'Arengario, Arte contemporanea - 1995
- CHIMICA APERTA - Palazzo della Ragione, Fotografia - 1995
- OTTONE ROSAI - Palazzo Reale, Arte moderna - 1995
- LA PORTA DEL PRESENTE. 25 PROGETTI COSTRUITI CON I MATTONCINI LEGO DA GIOVANI ARCHITETTI DI TUTTO IL MONDO - Palazzo dell'Arengario, Arte contemporanea - 1995
- FLAUTO MAGICO - Palazzo della Ragione, Mostra storica - 1995
- CELADON - Palazzo Reale, Arti applicate - 1995
- AQUATTROMANI - Palazzo Reale, Arte contemporanea - 1995
- LA SETTIMANA CHE CAMBIO' L'ITALIA. SORIA E MEMORIA DELL'APRILE 1945 A MILANO - Museo di storia contemporanea, Mostra Storica - 1995
- LEONARDO, IL CODICE LEICESTER - Palazzo Reale, Arte antica - 1996
- L'IO E IL SUO DOPPIO, UN SECOLO DI RITRATTO FOTOGRAFICO IN ITALIA 1895/1995 - Castello Sforzesco, Fotografia - 1996
- DA MONET A PICASSO, CAPOLAVORI IMPRESSIONISTI E POSTIMPRESSIONISTI DAL MUSEO PUSKIN DI MOSCA - Palazzo Reale, Arte Moderna - 1996
- ALESSANDRO MAGNASCO - 1667-1749 Palazzo Reale, Arte antica - 1996
- IL TEATRO DI BRECHT - Palazzo della Ragione, Mostra storica - 1996
- INDIGENA UNA RISCOPERTA DELLE AMERICHE ATTRAVERSO I TESSUTI (BOLIVIA E GUATEMALA) - Castello Sforzesco, Arti applicate - 1996
- BRAZIL FAZ DESIGN 2° MOSTRA DI DESIGN BRASILIANO - Palazzo dell'Arengario, Design - 1996
- KIMONO DI OSAKA - Castello Sforzesco, Arti applicate - 1996
- STORIA DEL CORPO DEI BERSAGLIERI - Palazzo dell'Arengario, Mostra storica - 1996
- WEBER VIETNAM VERSACE VIAGGI VOGUE - Palazzo Reale, Fotografia - 1996
- LENI RIEFENSTHAL, IL RITMO DI UNO SGUARDO - Palazzo della Ragione, Fotografia - 1996
- PROVA GENERALE PER UN MUSEO D'ARTE MODERNA - Palazzo Reale, Arte Moderna - 1996
- AMERICAN PLAY & EMOZIONI A GETTONE SLOT MACHINE JUKE BOX E FLIPPER DELLA COLLEZIONE MORLACCHI - Palazzo dell'Arengario, Arti applicate - 1996
- ACCADEMIA DISNEY, COME NASCE UN FUMETTO - Palazzo dell'Arengario, Fumetto - 1996
- LIBRI ANTICHI - Palazzo della Ragione, Bibliografica - 1996
- VIE INDIVIDUALI, PITTORI CONTEMPORANEI UNGHERESI - Palazzo dell'Arengario, Arte contemporanea - 1996
- NUOVAMENTE USA & RIUSA - Palazzo della Ragione, Mostra didattica - 1996
- PATCH-WORK 100 ANNI DI CINEMA IN ITALIA - UN VIAGGIO ATTRAVERSO LE REGIONI. - Castello Sforzesco, Mostra storica - 1996
- TINA MODOTTI, VITA E FOTOGRAFIA - Musei di Storia Contemporanea, Fotografia - 1997
- ETHNOS - GIOIELLI DA TERRE LONTANTE. COLLEZIONE GHYSELS - Palazzo Reale, Arti applicate - 1997
- LEO LONGANESI - EDITORE SCRITTORE ARTISTA 1905/1957 - Palazzo Reale, Mostra storica - 1997
- IL GIARDINO DI ARMIDA - Palazzo della Ragione, Mostra storica - 1997
- AMERICANI - I FOTOGRAFI DI MAGNUM RACCONTANO GLI STATES - Palazzo dell'Arengario, Fotografia - 1997
- CALENDARIO PIRELLI 1964/1997 - Palazzo Reale, Fotografia - 1997
- CHE C'È DI NUOVO? NIENTE LA GUERRA - Palazzo della Ragione, Mostra storica - 1997
- AUGUSTE RODIN - Castello Sforzesco, Arte moderna - 1997
- CALUM COLVIN - Palazzo Reale, Design - 1997
- ISIDE - IL MITO IL MISTERO LA MAGIA - Palazzo Reale, Archeologia - 1997
- PIERO MANZONI - Palazzo Reale, Arte contemporanea - 1997
- GIANFRANCO FERRONI - Palazzo Reale, Arte contemporanea - 1997
- SANDRO CHIA - Palazzo Reale, Arte contemporanea - 1997
- GIUSEPPE SPAGNULO - Palazzo Reale, Arte contemporanea - 1997
- PETER BEARD, OLTRE LA FINE DEL MONDO - Palazzo Reale, Fotografia - 1997
- OBIETTIVO INFANZIA, 50 ANNI DALLA PARTE DEI BAMBINI - Palazzo dell'Arengario, Fotografia - 1997
- I MAYA DI COPAN - L'ATENE DEL CENTROAMERICA - Palazzo Reale, Archeologia - 1997